# Sodus (hrabstwo Wayne)
Sodus – wieś w Stanach Zjednoczonych, w stanie Nowy Jork, w hrabstwie Wayne.